# 陪都十年建設計劃草案
《陪都十年建設計劃草案》，是中華民國國民政府為重慶市製作的一份都市規劃草案。自抗日戰爭結束之初，重慶市政府就制定了《大重慶市戰後建設計劃綱要草案》，但這一計劃後來因市長更替而未實施。

## 內容
《陪都十年建設計劃草案》全文共有16章，字數約20萬字。在《陪都十年建設計劃草案》中，政府計劃在化龍桥、小龍坎、沙坪坝、磁器口等地建立12個人口約5萬人的衛星城市，在石橋鋪、楊家坪、寸滩等地建立18處人口約5000至1萬人的衛星城鎮。同時修建三條高速電車線，部分修建在地下，這也是重慶的首個地鐵構想。

## 草案緣起
1945年12月11日，時任中國最高領導人的蔣中正發出手令要求新上任不久的重慶市市長張篤倫針對重慶市的發展研究一個十年建設計劃。
1945年12月12日，重慶市政府開始著手籌備。

## 沿革
1946年2月6日，“陪都建設計劃委員會”正式成立，時任重慶市市長張篤倫擬定了《陪都建設問題大綱》。同年4月28日，在經過各方專家討論後，《陪都建設計劃初步草案》正式發布。這一計劃此後又得到多處修改，在經過中華民國中央政府修正後，於1947年正式以《陪都十年建設計劃草案》名義公佈。